# Symphonie de chambre no 6 de Milhaud
La Symphonie de chambre no 6, op. 79, est une courte symphonie de Darius Milhaud composée en 1923 pour sextuor instrumental et vocal.

## Présentation
La Symphonie de chambre no 6, op. 79, de Darius Milhaud, est une symphonie de chambre faisant partie d'un cycle de six Petites symphonies (ou Symphonies pour petit orchestre) composées entre 1917 et 1923, datant de l'époque des grandes expériences polytonales du compositeur. Ces symphonies sont toutes très courtes et les « trois petits mouvements qui les constituent exposent les idées, mais ne les développent pas ».
La Sixième symphonie, la dernière de la série, est composée à New York en 1923,. Elle est écrite pour sextuor comprenant un hautbois, un violoncelle et un quatuor vocal mixte (SATB) vocalisant,. La partition est dédiée à Germaine Schmitz.
L’œuvre est créée à Paris sous la direction du compositeur lors d'un concert Jean Wiéner, à la Salle des Agriculteurs, le 13 novembre 1923,. Les interprètes étaient Mmes Vié et Courbater et MM. Valmier et Aubert à la voix, Louis Gaudard au hautbois et Navarra au violoncelle.

## Structure
La Symphonie, d'une durée moyenne d'exécution de six minutes environ, est composée de trois mouvements :
1. Calme et doux ;
2. Souple et vif ;
3. Lent et très expressif.

Concernant l'effectif particulier de la symphonie, Paul Le Flem relève à l'issue de la première audition que « le musicien traite, ici, la voix avec sagacité et ne les engage dans aucun inutile conflit ». 
La partition est publiée par Universal Edition, en 1929. Dans le catalogue des œuvres de Darius Milhaud, la Symphonie de chambre no 6 porte le numéro d'opus 79,.

## Discographie
- Milhaud: The 6 Little Symphonies, Others, Orchestre de Radio Luxembourg, Darius Milhaud (dir.), VoxBox CDX 5109, 1994.

### Ouvrages généraux
: document utilisé comme source pour la rédaction de cet article.

#### Livres
- Paul Collaer, Darius Milhaud : Nouvelle édition revue et augmentée, accompagnée du catalogue des œuvres et d'une discographie, Genève-Paris, Éditions Slatkine, 1982, 617 p. (ISBN 2-05-100375-0).
- François-René Tranchefort, « Darius Milhaud », dans François-René Tranchefort (dir.), Guide de la musique de chambre, Paris, Fayard, coll. « Les Indispensables de la musique », 1989, 995 p. (ISBN 2-213-02403-0), p. 597–610.

#### Chapitre de livres
- Colin Mason et Edwin Evans, « Milhaud, Darius », dans Walter Willson Cobbett et Colin Mason (dir.), Dictionnaire encyclopédique de la musique de chambre, vol. II : K–Z, Paris, Éditions Robert Laffont, coll. « Bouquins », 1999 (1re éd. 1929), 1627 p. (ISBN 2-221-07848-9), p. 955-963.